# Sara Louise Treacy
Sara Louise Treacy (* 22. Juni 1989 in Moynalvey) ist eine ehemalige irische Leichtathletin, die sich auf den Hindernislauf spezialisiert hat.

## Sportliche Laufbahn
Erste internationale Erfahrungen sammelte Sara Louise Treacy bei den Crosslauf-Weltmeisterschaften 2006 in Fukuoka, bei denen sie nach 23:11 min den 69. Platz im Juniorinnenrennen belegte. Im Dezember gelangte sie bei den Crosslauf-Europameisterschaften in San Giorgio su Legnano nach 14:00 min auf den 47. Platz. Im Jahr darauf wurde sie bei den Crosslauf-Europameisterschaften 2007 in Toro nach 15:04 min 34. im Juniorinnenrennen und bei den Crosslauf-Weltmeisterschaften 2008 in Edinburgh gelangte sie nach 21:27 min auf den 32. Platz. Im Juli schied sie bei den Juniorenweltmeisterschaften in Bydgoszcz mit 4:26,28 min in der ersten Runde im 1500-Meter-Lauf aus, ehe sie bei den Crosslauf-Europameisterschaften in Brüssel nach 14:14 min Rang zwölf im U20-Rennen erreichte. Im Jahr darauf schied sie bei den U23-Europameisterschaften in Kaunas mit 4:24,08 min im Vorlauf über 1500 Meter aus und wurde dann bei den Crosslauf-Europameisterschaften in Dublin nach 22:27 min 29. im U23-Rennen. Bei den Crosslauf-Europameisterschaften 2010 in Albufeira gelangte sie nach 21:34 min auf den 27. Platz im U23-Rennen und 2011 belegte sie bei den U23-Europameisterschaften in Ostrava in 4:25,97 min den neunten Platz über 1500 Meter, ehe sie bei den Crosslauf-Europameisterschaften in Velenje nach 20:52 min auf dem 18. Platz im U23-Rennen einlief. 
Bei den Crosslauf-Europameisterschaften 2012 in Szentendre wurde sie nach 29:45 min 41. im Einzelrennen und im Jahr darauf gelangte sie bei den Crosslauf-Europameisterschaften 2013 in Belgrad nach 28:02 min auf Rang 30. Bei den Crosslauf-Europameisterschaften 2014 in Samokow belegte sie in 29:23 min den zwölften Platz im Einzelrennen und sicherte sich in der Teamwertung die Bronzemedaille hinter den Teams aus dem Vereinigten Königreich und Spanien. Im Jahr darauf startete sie über 3000 m Hindernis bei den Weltmeisterschaften in Peking und schied dort mit 9:48,24 min im Vorlauf aus. 2016 belegte sie bei den Europameisterschaften in Amsterdam in 9:45,19 min den neunten Platz im Hindernislauf und gelangte anschließend bei den Olympischen Sommerspielen in Rio de Janeiro mit 9:52,70 min im Finale auf Rang 17. Bei den Crosslauf-Europameisterschaften 2018 in Tilburg wurde sie nach 27:46 min 26. im Einzelrennen und im Jahr darauf gelangte sie bei den Crosslauf-Weltmeisterschaften 2019 in Aarhus nach 40:50 min auf den 73. Platz. Daraufhin beendete sie ihre aktive sportliche Karriere im Alter von 29 Jahren.
2014 wurde Teacy irische Meisterin im 3000-Meter-Hindernislauf sowie 2015 über 1500 und 3000 Meter.

## Persönliche Bestleistungen
- 1500 Meter: 4:16,29 min, 18. Juni 2014 in Watford
  - 1500 Meter (Halle): 4:16,73 min, 7. Februar 2015 in Gent
- 3000 Meter: 9:06,23 min, 15. Februar 2015 in Sheffield
- 5000 Meter: 16:18,64 min, 11. August 2018 in Milton Keynes
- 3000 m Hindernis: 9:39,41 min, 23. Juli 2016 in London